# بوتية (جنس نخلية)
بوتية (الاسم العلمي: Butia)،جنس نباتات من فصيلة النخلية، موطنها بلدان أمريكا الجنوبية يمتد عبر البرازيل وباراغواي وأوروغواي والأرجنتين. العديد من أنواع هذه النخل تنتج ثمار صالحة للأكل، والتي تُستخدم في بعض الأحيان لصنع المشروبات الكحولية وغيرها من الأطعمة. اسم الجنس مشتق من كلمة عامية برازيلية.